# Pak Flohr
Bapak W. L. "Pak" Flohr (24 marzo 1923 – 19 febbraio 1998) è stato uno sportivo indonesiano, istruttore di Pencak Silat, noto per aver introdotto e sviluppato in Europa il sistema di Pukulan, derivato da stili tradizionali di Giava, Madura e Sumatra..
È considerato uno dei pionieri assoluti del Silat nei Paesi Bassi e ha influenzato diverse generazioni di praticanti e istruttori europei.

## Biografia
Nato a Kertosono, in Giava Orientale, Pak Flohr iniziò a praticare il Silat fin da giovane età. Si allenava regolarmente con pesi, bastoni e condizionamento fisico (colpendo alberi con tibie e nocche), in un ambiente profondamente tradizionale e pratico. Dopo essersi trasferito nei Paesi Bassi, si dedicò alla trasmissione del Silat nella comunità indonesiana e olandese fino alla sua morte a Breda nel 1998.

## Insegnamento e sistemi sviluppati
Negli anni '60 e '70 iniziò a insegnare sistematicamente e a strutturare metodi propri, dando vita a diverse varianti:
- Pukulan Madura Combinasi: stile che fondeva elementi di combattimento da Giava, Sumatra e Madura.
- Pukulan Pecutan: sistema avanzato orientato alla rapidità, alla potenza e al lavoro biomeccanico integrato.
- Cabang Serak: una linea interpretativa del sistema Serak, da lui trasmessa come ramo interno della sua scuola.

## Riconoscimenti e ruoli ufficiali
Pak Flohr ha ricoperto diversi ruoli di prestigio:
- Commissario Tecnico della BPSI (Bond Pencak Silat Indonesia) in Olanda.
- Direttore Tecnico per la IPSF (International Pencak Silat Federation).
- Consulente tecnico per le federazioni olandesi di Ju-Jitsu e Karate.
- Onorificenza dell’Ordine di Oranje-Nassau conferita dal governo dei Paesi Bassi per i suoi meriti sportivi e culturali.

## Eredità e influenza
Pak Flohr era stimato per la sua integrità, disciplina e volontà di trasmettere le arti marziali indonesiane in modo gratuito e umile. Ha influenzato praticanti di Silat, Karate, Kung Fu e Muay Thai, che lo cercavano per approfondire il realismo del combattimento corpo a corpo.
Tra i suoi allievi diretti più noti si annovera:
- Walter van den Broeke, che ha proseguito la sua eredità integrandone gli insegnamenti nel curriculum del Naga Kuning Institute[1].